# Gegenabhängigkeit
Gegenabhängigkeit bezeichnet in der Psychologie eine Form von subjektiv psychischer Abhängigkeit: Aus dem Bedürfnis eines Individuums, einer Gruppe oder auch einer  sozialen Bewegung resultiert die abhängige Gegenreaktion – wie beispielsweise Trotz, Rebellion, parentifizierte Anmaßung etc.
Nach dem gruppendynamischen Modell der rangdynamischen Positionen (Schindler 1957) steht in Gruppen häufig das Mitglied, das die Omega-Position einnimmt, in Gegenabhängigkeit zur Alpha-Position. Eine Unterphase der Gegenabhängigkeit entsteht zuweilen nach einer Phase der Abhängigkeit.

## Gegenabhängigkeit (Kodependenz) in der Psychotherapie
In sozialen Beziehungen ist der Gegenabhängige (Kodependente) häufig Gegenspieler bzw. komplementärer Partner des Co-Abhängigen. Psychisch Kranke, die in ihrem Therapeuten die gegenabhängige Rolle der „kritischen Eltern“ suchen, erwarten damit Gegenübertragung durch den jeweiligen Therapeuten. Übernimmt der Therapeut oder der Sozialarbeiter die gegenabhängige Position („bessere Eltern“), wirkt dies kontraproduktiv gegenüber Hilfesuchenden (Vgl. Reparenting).